# Nalbert Bitencourt

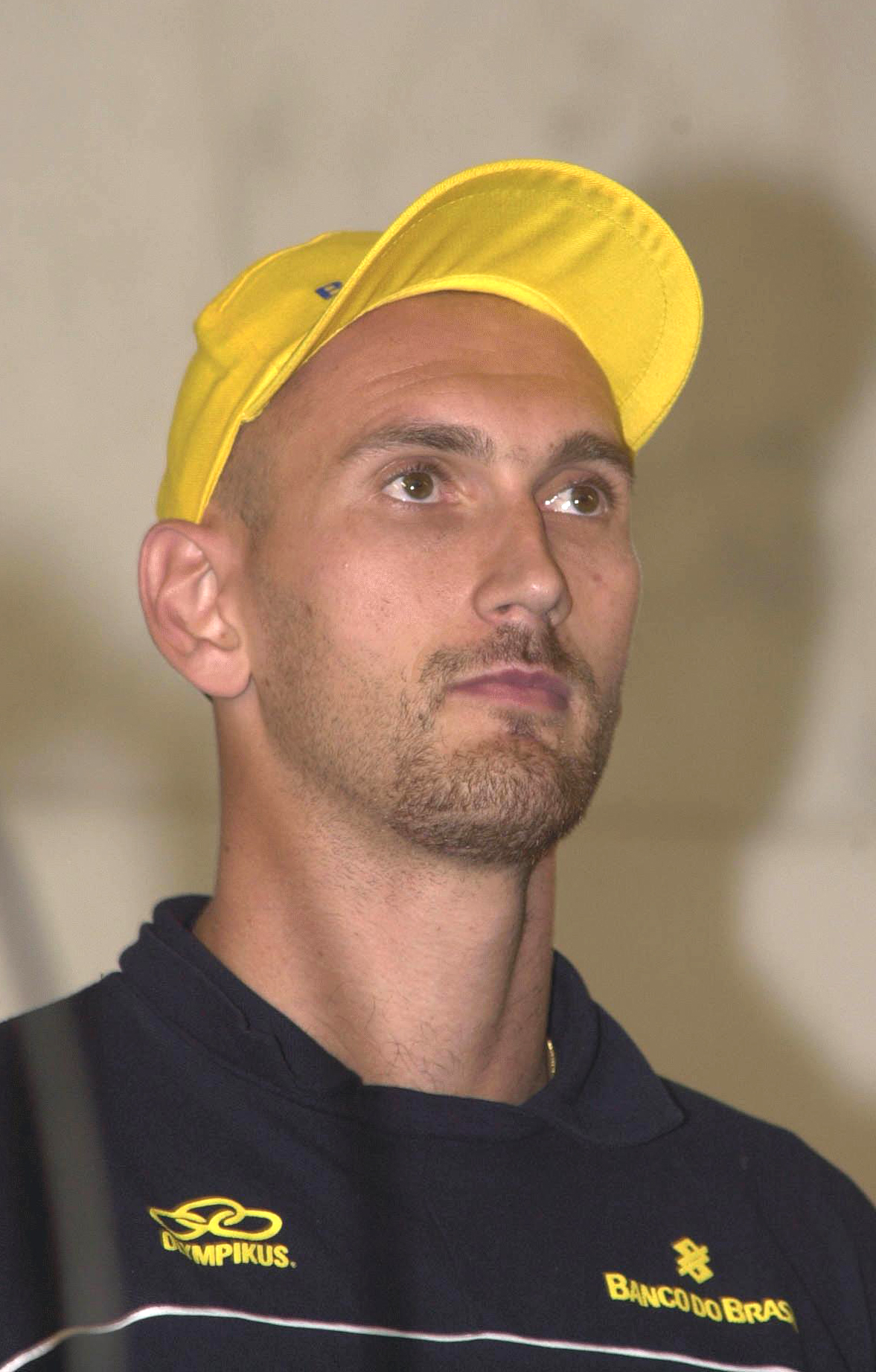
Nalbert Bitencourt

Nalbert Tavares Bitencourt, född 9 mars 1974 i Rio de Janeiro, är en brasiliansk volleybollspelare. Bitencourt blev olympisk guldmedaljör i volleyboll vid sommarspelen 2004 i Aten.